# Comuna Livezile, Mehedinți
Livezile este o comună în județul Mehedinți, Oltenia, România, formată din satele Izvorălu de Jos, Izvoru Aneștilor, Livezile (reședința), Petriș și Ștefan Odobleja.
În comuna Livezile se află o porțiune din Brazda lui Novac de nord, cuprinsă în Lista monumentelor istorice 2004 Județul Mehedinți, cu următorul cod LMI: MH-I-m-B-10081.

## Demografie
Componența etnică a comunei Livezile
     Români (94,73%)
     Alte etnii (0%)
     Necunoscută (5,27%)
Componența confesională a comunei Livezile
     Ortodocși (94,24%)
     Alte religii (0,28%)
     Necunoscută (5,48%)
Conform recensământului efectuat în 2021, populația comunei Livezile se ridică la 1.424 de locuitori, în scădere față de recensământul anterior din 2011, când fuseseră înregistrați 1.678 de locuitori. Majoritatea locuitorilor sunt români (94,73%), iar pentru 5,27% nu se cunoaște apartenența etnică. Din punct de vedere confesional, majoritatea locuitorilor sunt ortodocși (94,24%), iar pentru 5,48% nu se cunoaște apartenența confesională.

## Politică și administrație
Comuna Livezile este administrată de un primar și un consiliu local compus din 9 consilieri. Primarul, Adrian-Ion Nănuți[*], de la Partidul Social Democrat, este în funcție din 2012. Începând cu alegerile locale din 2024, consiliul local are următoarea componență pe partide politice:
|  | Partid                          | Consilieri | Componența Consiliului | Componența Consiliului | Componența Consiliului | Componența Consiliului | Componența Consiliului | Componența Consiliului | Componența Consiliului |
|  | ------------------------------- | ---------- | ---------------------- | ---------------------- | ---------------------- | ---------------------- | ---------------------- | ---------------------- | ---------------------- |
|  | Partidul Social Democrat        | 7          |                        |                        |                        |                        |                        |                        |                        |
|  | Alianța pentru Unirea Românilor | 1          |                        |                        |                        |                        |                        |                        |                        |
|  | Alianța Dreapta Unită           | 1          |                        |                        |                        |                        |                        |                        |                        |